# Chiròus
Chirols és un municipi francès situat al departament de l'Ardecha i a la regió d'Alvèrnia-Roine-Alps. L'any 2007 tenia 256 habitants.

## Demografia

### Població
El 2007 la població de fet de Chirols era de 256 persones. Hi havia 116 famílies de les quals 44 eren unipersonals (32 homes vivint sols i 12 dones vivint soles), 44 parelles sense fills i 28 parelles amb fills.
La població ha evolucionat segons el següent gràfic:
Habitants censats

### Habitatges
El 2007 hi havia 205 habitatges, 121 eren l'habitatge principal de la família, 72 eren segones residències i 12 estaven desocupats. 188 eren cases i 15 eren apartaments. Dels 121 habitatges principals, 98 estaven ocupats pels seus propietaris, 17 estaven llogats i ocupats pels llogaters i 6 estaven cedits a títol gratuït; 2 tenien una cambra, 8 en tenien dues, 22 en tenien tres, 49 en tenien quatre i 40 en tenien cinc o més. 97 habitatges disposaven pel capbaix d'una plaça de pàrquing. A 62 habitatges hi havia un automòbil i a 53 n'hi havia dos o més.

### Piràmide de població
La piràmide de població per edats i sexe el 2009 era:
| Homes | Edats   | Dones |
| ----- | ------- | ----- |
| 0     | 95 o +  | 0     |
| 0     | 90 a 94 | 0     |
| 0     | 85 a 89 | 0     |
| 0     | 80 a 84 | 0     |
| 8     | 75 a 79 | 8     |
| 4     | 70 a 74 | 16    |
| 4     | 65 a 69 | 0     |
| 12    | 60 a 64 | 8     |
| 8     | 55 a 59 | 0     |
| 12    | 50 a 54 | 12    |
| 16    | 45 a 49 | 20    |
| 16    | 40 a 44 | 12    |
| 4     | 35 a 39 | 12    |
| 8     | 30 a 34 | 8     |
| 4     | 25 a 29 | 4     |
| 8     | 20 a 24 | 4     |
| 4     | 15 a 19 | 8     |
| 8     | 10 a 14 | 20    |
| 8     | 5 a 9   | 8     |
| 8     | 0 a 4   | 4     |

## Economia
El 2007 la població en edat de treballar era de 169 persones, 109 eren actives i 60 eren inactives. De les 109 persones actives 98 estaven ocupades (57 homes i 41 dones) i 11 estaven aturades (4 homes i 7 dones). De les 60 persones inactives 25 estaven jubilades, 9 estaven estudiant i 26 estaven classificades com a «altres inactius».

### Ingressos
El 2009 a Chirols hi havia 122 unitats fiscals que integraven 256 persones, la mediana anual d'ingressos fiscals per persona era de 16.346 €.

### Activitats econòmiques
Dels 14 establiments que hi havia el 2007, 3 eren d'empreses de fabricació d'altres productes industrials, 5 d'empreses de construcció, 1 d'una empresa d'hostatgeria i restauració, 1 d'una empresa d'informació i comunicació, 2 d'empreses immobiliàries, 1 d'una empresa de serveis i 1 d'una empresa classificada com a «altres activitats de serveis».
Dels 6 establiments de servei als particulars que hi havia el 2009, 1 era un paleta, 1 guixaire pintor, 2 fusteries, 1 electricista i 1 saló de bellesa.
L'any 2000 a Chirols hi havia 3 explotacions agrícoles.

## Equipaments sanitaris i escolars
El 2009 hi havia una escola elemental.

## Poblacions més properes
El següent diagrama mostra les poblacions més properes.